# Australentulus occidentalis
Australentulus occidentalis är en urinsektsart som först beskrevs av Womersley 1932.  Australentulus occidentalis ingår i släktet Australentulus och familjen lönntrevfotingar. Inga underarter finns listade.